# 楊蔚 (台灣作家)
楊蔚（1927年或1928年—2004年），台灣作家，籍貫中國大陸山東，曾任聯合報記者。筆名何索、哈潑。

## 生平
楊蔚1949年隨著中華民國政府撤退來台。在台中大甲海濱派出所擔任巡佐，1950年，因涉入華東軍區人民解放軍台灣工作團案，遭逮捕入獄，判感化三年，但被監禁了十年才被釋放。1959年出獄後，經林海音介紹，至《自立晚報》擔任記者，後成為《聯合報》記者。1965年與知名作家季季結婚。
在1959年出獄後，楊蔚成為警總的線民。1968年，楊蔚舉發陳映真、丘延亮等人，因此爆發民主台灣聯盟案。1971年，歷經短暫婚姻生活後，與季季公證離婚。1974年因票據法入獄。一年多後復出文壇，以何索為筆名開始於聯合報副刊寫作。之後也曾以筆名哈潑撰寫兒童文學作品。
2000年獲得政府冤獄賠償金後旅居印尼，2004年於印尼逝世。
他的文筆幽默中帶有深刻的諷刺，撰寫兒童文學時也不例外。較為人所知的作品中有以何索為筆名發表的《何索震盪》、《女孩．可愛》、《何索打擊》、《哭泣的女孩》、《婚姻狂想曲》等，以哈潑為筆名發表的《猴子進城》、《大懶蟲與小仙子》等。